# 97 Połtawska Brygada Zmechanizowana

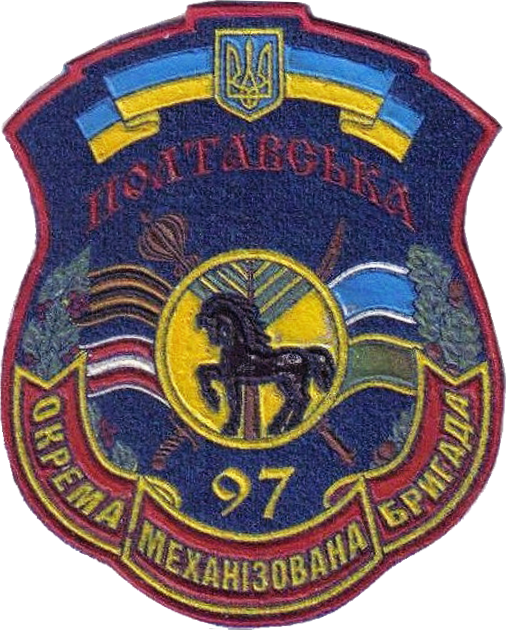
Insygnia ukraińskiej 97 Brygady Zmechanizowanej

97 Brygada Zmechanizowana istniała w latach 1941–2004. Była pierwotnie dywizją strzelecką, a następnie zmechanizowaną Armii Czerwonej.
Później została przeformowana w brygadę zmechanizowaną armii ukraińskiej. Wchodziła w skład 13 Korpusu Armijnego a jej sztab mieścił się w Sławucie. Garnizon brygady: А-1766.

## Nazwy
Jej kolejne nazwy brzmiały:
343 Dywizja Strzelecka (1941–1943),
97 Dywizja Strzelecka Gwardii (1943–1957),
97 Zmotoryzowana Dywizja Strzelecka Gwardii (1957–1992),
97 Połtawska Brygada Zmechanizowana (1992–2004).

## Odznaczenia
- Order Czerwonego Sztandaru
- Order Suworowa
- Order Bohdana Chmielnickiego